# جيم كونفيرز
جيم كونفيرز (بالإنجليزية: Jim Converse)‏ هو لاعب كرة قاعدة أمريكي، ولد في 17 أغسطس 1971 في سان فرانسيسكو في الولايات المتحدة.

## وصلات خارجية
- جيم كونفيرز على موقعبيزبول رفرنس.كوم (الدوري الرئيسي) (الإنجليزية)